# Radisson Hotels & Resorts
Radisson Hotels & Resorts er en amerikansk multinational hotelkæde, der omfatter 435 hoteller i 61 lande. Hotellerne har i alt 102.000 værelser. Kædens første hotel blev bygget i Minneapolis i Minnesota, USA i 1909 og blev opkaldt efter den franske opdagelsesrejsende Pierre-Esprit Radisson, der levede i det 17. århundrede. Radisson Hotels blev købt af Curt Carlson i 1962 og var ejet af Carlson Companies indtil de i 2022 blev opkøbt af Choice Hotels.
Langt størstedelen – 359 – af Radisson-hotellerne er beliggende i USA. I Europa, Afrika og Asien anvendes navnet Radisson Blu. Disse hoteller drives af det belgiske Rezidor Hotel Group, der ejes af SAS Group (75 %) og Carlson Companies (25 %). I alt driver Radisson Blu 158 hoteller.

## Hoteller i Danmark
- Radisson Blu Limfjord Hotel, Aalborg
- Radisson Blu Hotel Papirfabrikken, Silkeborg
- Radisson Blu Scandinavia Hotel, Aarhus C
- Radisson RED Hotel, Aarhus C
- Radisson Blu Royal Hotel, København V
- Radisson Blu Scandinavia Hotel, København S
- Radisson Blu H.C. Andersen Hotel, Odense
- Radisson SAS Fredensborg Hotel, Rønne